# Baksan (rivière)
Le Baksan (en russe : Баксан), également appelé Azaou (Азау), est une rivière de Kabardino-Balkarie en Russie, affluent de rive droite de la Malka (bassin du Terek).

## Géographie
La rivière est longue de 173 km et draine un bassin versant de 6 800 km2. Elle prend sa source dans les glaciers de l'Elbrouz et arrose les villes de Tyrnyaouz et Baksan.

## Affluents
Les affluents principaux sont le Tcheguem et le Tcherek à droite et le Gundelen à gauche